# تصفيات كأس العالم 2002 – أوروبا المجموعة 5
لعبت ستة منتخبات سوياً في هذه المجموعة بنظام الذهاب والإياب. تأهل متصدر المجموعة المنتخب البولندي إلى كأس العالم السابعة عشر التي أقيمت في اليابان وكوريا الجنوبية. في حين صعدت أوكرانيا الوصيفة إلى الملحق الأوروبي حيث واجهت ألمانيا.

## الترتيب
| م | الفريق   | لعب | ف | ت | خ | أ.له | أ.ع | أ.ف | نقاط | التأهل                     |
| - | -------- | --- | - | - | - | ---- | --- | --- | ---- | -------------------------- |
| 1 | بولندا   | 10  | 6 | 3 | 1 | 21   | 11  | +10 | 21   | كأس العالم لكرة القدم 2002 |
| 2 | أوكرانيا | 10  | 4 | 5 | 1 | 13   | 8   | +5  | 17   | الملحق المؤهل              |
| 3 | بيلاروس  | 10  | 4 | 3 | 3 | 12   | 11  | +1  | 15   |                            |
| 4 | النرويج  | 10  | 2 | 4 | 4 | 12   | 14  | −2  | 10   |                            |
| 5 | ويلز     | 10  | 1 | 6 | 3 | 10   | 12  | −2  | 9    |                            |
| 6 | أرمينيا  | 10  | 0 | 5 | 5 | 7    | 19  | −12 | 5    |                            |

## النتائج
| أوكرانيا      | 1–3   | بولندا                           |
| ------------- | ----- | -------------------------------- |
| شيفتشينكو 11' | تقرير | أوليساديبي 2'، 31' · كاووجني 56' |

| بيلاروس                         | 2–1   | ويلز       |
| ------------------------------- | ----- | ---------- |
| خاتسكيفيتش 39' · بيالكيفيتش 56' | تقرير | سبيد 90+3' |

| النرويج | 0–0   | أرمينيا |
| ------- | ----- | ------- |
|         | تقرير |         |

| بولندا                | 3–1   | بيلاروس      |
| --------------------- | ----- | ------------ |
| كاووجني 24'، 62'، 73' | تقرير | ريندزيوك 37' |

| أرمينيا           | 2–3   | أوكرانيا                       |
| ----------------- | ----- | ------------------------------ |
| بتروسيان 17'، 44' | تقرير | شيفتشينكو 45'، 59' · هوسين 55' |

| ويلز     | 1–1   | النرويج     |
| -------- | ----- | ----------- |
| بليك 60' | تقرير | هيلستاد 80' |

| بولندا | 0–0   | ويلز |
| ------ | ----- | ---- |
|        | تقرير |      |

| النرويج | 0–1   | أوكرانيا      |
| ------- | ----- | ------------- |
|         | تقرير | شيفتشينكو 51' |

| بيلاروس                       | 2–1   | أرمينيا     |
| ----------------------------- | ----- | ----------- |
| خاتسكيفيتش 23' · ريندزيوك 33' | تقرير | خوجويان 50' |

| النرويج                | 2–3   | بولندا                           |
| ---------------------- | ----- | -------------------------------- |
| كارو 59' · سوالشار 67' | تقرير | أوليساديبي 23'، 30' · كارفان 81' |

| أوكرانيا | 0–0   | بيلاروس |
| -------- | ----- | ------- |
|          | تقرير |         |

| أرمينيا                            | 2–2   | ويلز                 |
| ---------------------------------- | ----- | -------------------- |
| أ. ميناسيان 32' · أ. موفسيسيان 71' | تقرير | جون هارتسون 40'، 49' |

| بولندا                                                                  | 4–0   | أرمينيا |
| ----------------------------------------------------------------------- | ----- | ------- |
| ميخاو جيفواكوف 15' · أوليساديبي 42' · مارتشين جيفواكوف 81' · كارفان 88' | تقرير |         |

| ويلز        | 1–1   | أوكرانيا      |
| ----------- | ----- | ------------- |
| هارتسون 12' | تقرير | شيفتشينكو 51' |

| بيلاروس                         | 2–1   | النرويج    |
| ------------------------------- | ----- | ---------- |
| خاتسكيفيتش 19' · فاسيليوك 90+1' | تقرير | سولشار 68' |

| ويلز     | 1–2   | بولندا                           |
| -------- | ----- | -------------------------------- |
| بليك 14' | تقرير | أوليساديبي 32' · كريشاووفيتش 72' |

| أوكرانيا | 0–0   | النرويج |
| -------- | ----- | ------- |
|          | تقرير |         |

| أرمينيا | 0–0   | بيلاروس |
| ------- | ----- | ------- |
|         | تقرير |         |

| أرمينيا      | 1–1   | بولندا     |
| ------------ | ----- | ---------- |
| بتروسيان 11' | تقرير | كاووجني 4' |

| أوكرانيا  | 1–1   | ويلز        |
| --------- | ----- | ----------- |
| زوبوف 44' | تقرير | بيمبريج 74' |

| النرويج  | 1–1   | بيلاروس        |
| -------- | ----- | -------------- |
| كارو 80' | تقرير | بيالكيفيتش 23' |

| بولندا                                                    | 3–0   | النرويج |
| --------------------------------------------------------- | ----- | ------- |
| كريشاووفيتش 45+1' · أوليساديبي 77' · مارتشين جيفواكوف 88' | تقرير |         |

| بيلاروس | 0–2   | أوكرانيا           |
| ------- | ----- | ------------------ |
|         | تقرير | شيفتشينكو 45'، 57' |

| ويلز | 0–0   | أرمينيا |
| ---- | ----- | ------- |
|      | تقرير |         |

| بيلاروس                    | 4–1   | بولندا               |
| -------------------------- | ----- | -------------------- |
| فاسيليوك 7'، 46'، 52'، 61' | تقرير | مارتشين جيفواكوف 78' |

| أوكرانيا                        | 3–0   | أرمينيا |
| ------------------------------- | ----- | ------- |
| شيفتشينكو 11' · فوروبي 85'، 90' | تقرير |         |

| النرويج                                | 3–2   | ويلز                   |
| -------------------------------------- | ----- | ---------------------- |
| ر. يونسن 17' · كارو 68' · ف. يونسن 87' | تقرير | سافاج 10' · بيلامي 28' |

| بولندا         | 1–1   | أوكرانيا      |
| -------------- | ----- | ------------- |
| أوليساديبي 40' | تقرير | شيفتشينكو 81' |

| ويلز        | 1–0   | بيلاروس |
| ----------- | ----- | ------- |
| هارتسون 47' | تقرير |         |

| أرمينيا         | 1–4   | النرويج                          |
| --------------- | ----- | -------------------------------- |
| ه. هاكوبيان 72' | تقرير | بروغرسن 49'، 80' · كارو 70'، 89' |

## مسجلي الأهداف
| المركز | اللاعب                | البلد    | الأهداف |
| ------ | --------------------- | -------- | ------- |
| 1      | أندري شيفتشينكو       | أوكرانيا | 9       |
| 2      | إيمانويل أوليساديبي   | بولندا   | 8       |
| 3      | رامان فاسيليوك        | بيلاروس  | 5       |
| 3      | جون كارو              | النرويج  | 5       |
| 3      | رادوسواف كاووجني      | بولندا   | 5       |
| 6      | جون هارتسون           | ويلز     | 4       |
| 7      | أرتور بتروسيان        | أرمينيا  | 3       |
| 7      | ألياكساندر خاتسكيفيتش | بيلاروس  | 3       |
| 7      | مارتشين جيفواكوف      | بولندا   | 3       |
| 10     | فاليانتسين بيالكيفيتش | بيلاروس  | 2       |
| 10     | ميكالاي ريندزيوك      | بيلاروس  | 2       |
| 10     | بورد بورغرسن          | النرويج  | 2       |
| 10     | أوله غونار سولشار     | النرويج  | 2       |
| 10     | بارتوش كارفان         | بولندا   | 2       |
| 10     | بافو كريشاووفيتش      | بولندا   | 2       |
| 10     | أندري فوروبي          | أوكرانيا | 2       |
| 10     | ناتان بليك            | ويلز     | 2       |

هدف
| أرمينيا - هايك هاكوبيان - فيليكس خوجويان - أرتور ميناسيان - أندري موفسيسيان النرويج - تورشتاين هيلستاد - فروده يونسن - روني يونسن | بولندا - ميخاو جيفواكوف أوكرانيا - أندري هوسين - هينادي زوبوف ويلز - كريغ بيلامي - مارك بيمبريج - روبي سافاج - غاري سبيد |

## روابط خارجية
- صفحة الفيفا الرسمية نسخة محفوظة 3 أبريل 2018 على موقع واي باك مشين.
- RSSSF - 2002 World Cup Qualification (بالإنجليزية)
- Allworldcup (بالإنجليزية)